# Kleingebiet Sarkad

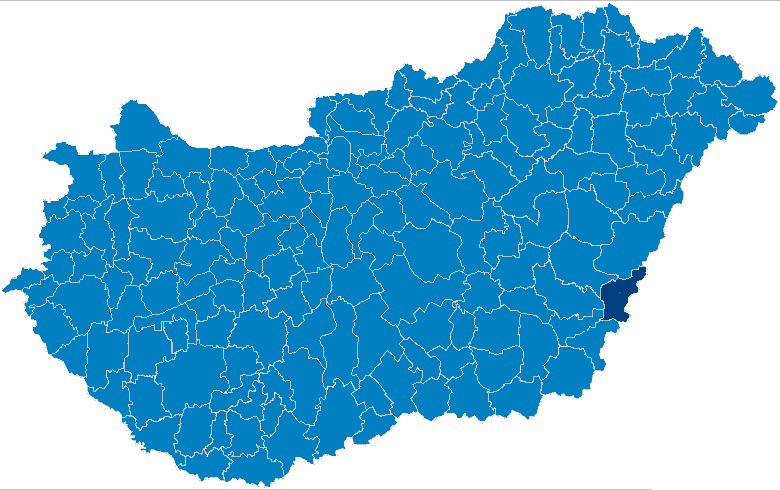
Lage des Kleingebietes Sarkad in Ungarn

Das Kleingebiet Sarkad (ungarisch Sarkadi kistérség) war eine ungarische Verwaltungseinheit (LAU 1) im Osten des Komitats Békés in der Südlichen Großen Tiefebene. Zum Jahresanfang  2013 wurde es komplett in den gleichnamigen Kreis (ungarisch Sarkadi járás) umgewandelt.
Das Kleingebiet hatte 23.228 Einwohner (Ende 2012) auf einer Fläche von 570,97 km² und umfasste elf Gemeinden.
Die Verwaltung des Kleingebietes befand sich in der einzigen Stadt Sarkad.

## Stadt
- Sarkad (10.108 Ew.)

## Gemeinden
- Biharugra
- Geszt
- Körösnagyharsány
- Kötegyán
- Méhkerék
- Mezőgyán
- Okány
- Sarkadkeresztúr
- Újszalonta
- Zsadány

Koordinaten: 46° 51′ N, 21° 26′ O